# Les Clérimois
Les Clérimois es una localidad y comuna francesa situada en la región de Borgoña, departamento de Yonne, en el distrito de Sens y cantón de Villeneuve-l'Archevêque.
Esta aldea dependía de las comunas de Chigy y Foissy-sur-Vanne hasta su erección en comuna en 1888.

## Demografía
| 338 | 304 | 288 | 277 | 248 | 258 | 260 | 238 | 211 | 227 | 192 | 202 | 185 | 154 | 199 | 231 | 233 | 233 |
| Para los censos de 1962 a 1999 la población legal corresponde a la población sin duplicidades (Fuente: INSEE [Consultar]) |     |     |     |     |     |     |     |     |     |     |     |     |     |     |     |     |     |